# Agapostemon viequesensis
Agapostemon viequesensis är en biart som beskrevs av Cockerell 1918. Agapostemon viequesensis ingår i släktet Agapostemon och familjen vägbin. Inga underarter finns listade i Catalogue of Life.